# Estación de Tarrasa Estación del Norte (Rodalies de Catalunya)
Tarrasa Estación del Norte (en catalán Terrassa Estació del Nord, antes Tarrasa) también conocida como la Estación del Norte, (en catalán Estació del Nord) es una estación ferroviaria situada en la ciudad española de Tarrasa, en la provincia de Barcelona, Cataluña. Forma parte de las líneas R4 y RL4 de Rodalies de Catalunya. Su edificio para viajeros que data de 1901 está catalogado como Bien de Interés Cultural Local por parte de la Generalidad de Cataluña.
Además de esta, el municipio de Tarrasa tiene una estación más de Adif, Tarrasa Este y cuatro estaciones más de la Línea Barcelona-Vallés de FGC, Tarrasa-Rambla, Vallparadís Univesitad, Tarrasa Estación del Norte y Tarrasa Naciones Unidas.

## Situación ferroviaria
Se encuentra ubicada en el punto kilométrico 333,7 de la línea férrea de ancho ibérico que une Zaragoza con Barcelona por Lérida y Manresa a 304 metros de altitud. El tramo es de vía doble y está electrificado. 

## Historia
La estación fue abierta al tráfico el 14 de mayo de 1856, con la apertura del tramo Tarrasa-Sabadell de la línea férrea que pretendía conectar Zaragoza con Barcelona. Las obras corrieron a cargo de la Compañía del Ferrocarril de Barcelona a Zaragoza. Buscando mejorar tanto el enlace de la línea con otros trazados, así como su salud financiera la compañía decidió en 1864 unirse con la empresa que gestionaba la línea férrea que enlazaba Zaragoza con Pamplona, dando lugar a la Compañía de los Ferrocarriles de Zaragoza a Pamplona y a Barcelona. Dicha fusión se mantuvo hasta que en 1878 la poderosa Norte que buscaba extender sus actividades al este de la península logró hacerse con la compañía.
Norte mantuvo la gestión de la estación hasta que en 1941 se produjo la nacionalización de los ferrocarriles de vía ancha en España y todas las compañías que los explotaban pasaron a integrarse en la recién creada RENFE. Desde el 31 de diciembre de 2004 Renfe Operadora explota la línea mientras que Adif es la titular de las instalaciones ferroviarias.

### Las dos estaciones que había en el año 1950
Desde su creación hasta 1994 Tarrasa fue una estación al aire libre situada junto Paseo del 22 de julio. Sin embargo el soterramiento de las vías a su paso por la ciudad cambió esta configuración. Desde entonces el antiguo edificio para viajeros sigue siendo el acceso principal al recinto y acoge una sala de espera, unas taquillas, una cafetería y unos aseos. Bajo ella se sitúan dos plantas, en la primera hay un distribuidor de andenes y los correspondientes torniquetes de acceso, en la segunda, las vías y los mencionados andenes subterráneos. En total existen dos andenes de 200 metros de longitud a los que acceden cuatro vías, una quinta vía carece de acceso a andenes.

## Servicios ferroviarios

### Cercanías
Forma parte de la Línea R4 de cercanías de Barcelona de Rodalies de Catalunya. La frecuencia media entre semana es un tren cada 15 minutos, mientras que los fines de semana los trenes circulan cada 20-30 minutos.
También forma parte de la red de cercanías de Lleida de Rodalies de Catalunya. La frecuencia entre semana es de 5 trenes por sentido, mientras que los fines de semana son de 4 trenes por sentido.
| << cabecera                                                         | < estación                   | línea | estación >                                      | cabecera >>     |
| ------------------------------------------------------------------- | ---------------------------- | ----- | ----------------------------------------------- | --------------- |
| Rodalies de Catalunya de Renfe                                      |                              |       |                                                 |                 |
| Hospitalet Martorell Villafranca del Panadés San Vicente de Calders | Tarrasa Este Sabadell Centro |       | San Miguel de Gonteras San Vicente de Castellet | Manresa         |
| Rodalies de Catalunya de Renfe                                      |                              |       |                                                 |                 |
| Terminal                                                            | Terminal                     |       | San Vicente de Castellet                        | Lérida Pirineos |